# L'Équipée du Poney Express
L'Équipée du Poney Express (The Young Riders) est une série télévisée américaine en 68 épisodes de 52 minutes, créée par Ed Spielman et diffusée entre le 20 septembre 1989 et le 23 juillet 1992 sur le réseau ABC.
En France, la série a été diffusée à partir du 15 avril 1992 dans le cadre de l'émission Dimanche Martin sur Antenne 2.

## Synopsis
Cette série raconte l'épopée du Poney Express, la première messagerie postale de l'Ouest américain dont le premier voyage eut lieu le 2 avril 1860 entre Saint Joseph dans le Missouri et Sacramento en Californie.
Bien que les aventures racontées dans les épisodes soient purement fictives, deux des personnages principaux sont issus de l'Histoire réelle des États-Unis : Buffalo Bill et Wild Bill Hickok. Un troisième personnage est appelé Le Kid, cependant il ne s'agit pas du célèbre Billy Le Kid.

## Distribution
- Anthony Zerbe (VF : Jacques Dynam) : Aloysius « Teaspoon » Hunter
- Ty Miller (VF : William Coryn) : Le Kid
- Stephen Baldwin (VF : Alexandre Gillet) : William F. Cody
- Josh Brolin (VF : Mark Lesser) : James Butler Hickok
- Gregg Rainwater (en) : Buck Cross
- Yvonne Suhor : Louise "Lou" McCloud
- Travis Fine (en) : Ike McSwain
- Melissa Leo : Emma Shannon
- Brett Cullen : Marshall Sam Cain
- Clare Wren : Rachel Dunne
- Don Franklin : Noah Dixon
- Christopher Pettiet : Jesse James

## Épisodes

### Première saison (1989-1990)
1. Le Kid (The Kid)
2. Le Tueur (Gunfighter)
3. Les Ailes de l'aigle (Home of the Brave)
4. Attention à ce que vous dites (Speak No Evil)
5. Mauvais sang (Bad Blood)
6. Malheureux qui comme Ulysse (Black Ulysses)
7. Un héros de pacotille (Ten Cent Hero)
8. Le Choix d'une vie (False Colors)
9. Une belle journée pour mourir (A Good Day to Die)
10. La Fin de l'innocence (End of Innocence)
11. L'amour est aveugle (Blind Love)
12. Une fille prodigue (The Keepsake)
13. Un coup de bluff (Fall from Grace)
14. Le Bagne (Hard Time)
15. Une autre vie (Lady for a Night)
16. Aller retour en enfer (Unfinished Business)
17. L'appât (Decoy)
18. La Fille à papa (Daddy's Girl)
19. L'intrus (Bulldog)
20. Faux frère (Match Pair)
21. Quand le Marshall perd son insigne (Man Behind the Badge)
22. Les Survivants (Then There Was One)
23. Les Ailes du faucon (1) (Gathering Clouds - Part 1)
24. Les Ailes du faucon (2) (Gathering Clouds - Part 2)

### Deuxième saison (1990-1991)
1. Le Convoi de la liberté (Born to Hang)
2. Fantômes (Ghosts)
3. L'imposteur (Dead Ringer)
4. Le Choléra (Blood Moon)
5. Préjugés et fiertés (Pride and Prejudice)
6. Petit cow-boy (The Littlest Cowboy)
7. Le Racket (Blood Money)
8. Requiem pour un héros (Requiem for a Hero)
9. Regrets (Bad Company)
10. La Bonne Étoile (Star Light, Star Bright)
11. Dans la ligne de mire (The Play's the Thing)
12. Le Jour du jugement (Judgement Day)
13. Le Marchand d'esclave (Kansas)
14. Les Pacificateurs (The Peacemakers)
15. Une adorable enfant (Daisy)
16. La Loi du sang (Color Blind)
17. Règlement de comptes (Old Scores)
18. Le Talisman (The Talisman)
19. Pour la bonne cause (Noble Chase)
20. Un colonel trop zélé (Face of the Ennemy)
21. L'échange (1) (The Exchange - Part 1)
22. L'échange (2) (The Exchange - Part 2)

### Troisième saison (1991-1992)
1. La Fracture (A House Divided)
2. Jesse (Jesse)
3. Le Sang des autres (The Blood of Others)
4. De Rock Creek à l'enfer (Between Rock Creek and a Hard Place)
5. Dette fatale (The Presence of Mine Ennemies)
6. Les Survivants (Survivors)
7. Initiation à la vie (Initiation)
8. Comme au bon vieux temps (Just Like Old Times)
9. Tant qu'il y aura des chevaux (Spirits)
10. Sauvez le tigre (A Tiger's Tale)
11. La Blessure intérieure (Good Night Sweet Charlotte)
12. Un air de révolte (Song of Isiah)
13. Espionnage (Spies)
14. Le Détective (Shadowmen)
15. L'Étranger (Mask of Fear)
16. Message de l'ombre (Dark Brother)
17. Voyage inachevé (The Road not Taken)
18. Le Sacrifice (The Sacrifice)
19. L'heure des leçons (Lesson's Learned)
20. Un ami disparaît (The Debt)
21. Jusqu'à ce que la mort nous sépare (1) ('Til Death Do Us Part - Part 1)
22. Jusqu'à ce que la mort nous sépare (2) ('Til Death Do Us Part - Part 2)

## Récompenses
- Emmy Award 1990 : Meilleurs costumes pour l'épisode Le Kid (1x01)
- Emmy Award 1991 : Meilleure musique pour l'épisode Le Marchand d'esclaves (2x13)